# MCA atelier
MCA atelier je architektonická kancelář založená roku 1996 Pavlou Melkovou a Miroslavem Cikánem.

## Dílo
K výtvorům studia se řadí:
- Praha–Vinohrady, rekonstrukce Husova sboru[1]
- Praha–Vyšehrad, rekonstrukce Bastionu – práce oceněna absolutním vítězstvím v Grand Prix Obce architektů 2012[1]
- Praha–Smíchov, rekonstrukce interiéru kostela Českobratrské církve evangelické[2]
- Všetaty, památník Jana Palacha[3] – oceněno mezi nejlepšími interiéry roku 2020[4]
- Jihlava, revitalizace Masarykova náměstí[5]